# Фьюмальбо
Фьюмальбо (итал. Fiumalbo) —  коммуна в Италии, располагается в регионе Эмилия-Романья, в провинции Модена.
Население составляет 1296 человек (2008 г.), плотность населения составляет 33 чел./км². Занимает площадь 39 км². Почтовый индекс — 41022. Телефонный код — 0536.
Покровителем коммуны почитается святой апостол Варфоломей, празднование 24 августа.

## Демография
Динамика населения:

## Администрация коммуны
- Официальный сайт: http://www.comune.fiumalbo.mo.it/